# Rite (fiume)
Il Rite (La Rite in cadorino) è un corso d'acqua a carattere torrentizio delle Dolomiti.
Nasce alle pendici settentrionali dello Sfornioi Nord, sotto la forcella de la Ciavazoles, a circa 1.900 m.s.l.m.. 
Percorre l'omonima valle nel territorio del comune di Cibiana di Cadore, sfociando nel Boite all'altezza di Venas di Cadore, in un tratto ormai completamente inghiaiato del lago di Valle di Cadore. Durante il suo corso riceve le acque di molti piccoli rivi, tra cui quelle del ru Ronce, del ru Storto e del ru de la Steles, tristemente noto per i fatti dell'alluvione del 1966.